# Лењинградска афера
Лењинградски случај или Лењинградска афера (рус. Ленинградское дело), било је низ монтираних кривичних поступака у касним 1940-им и раним 1950-им годинама, које је иницирао Јосип В. Џ. Стаљин. Циљ ових поступака био је да се оптужи низ истакнутих личности из Лењинграда, као и чланова Свесавезне комунистичке партије (бољшевика), за издају и намеру да створе антисовјетску, руско-националистичку организацију са седиштем у том граду. Овај случај је део ширих чистки које су се одвијале у Совјетском Савезу током Стаљинове владавине, где су многи партијски и војни лидери били уклоњени или елиминисани због стварних или измишљених оптужби за заверу против режима.

## Преамбула
Москва и Лењинград били су два супарничка центра моћи у Совјетском Савезу. Истраживачи тврде да је мотивација иза Лењинградског случаја била Стаљинова бојазан од конкуренције млађих и популарних лењинградских лидера, који су били слављени као хероји након опсаде града. Стаљинова жеља да задржи власт била је удружена са дубоким неповерењем према било коме из Лењинграда, које датира још од времена његовог учешћа у Руској револуцији, Руском грађанском рату, егзекуције Григорија Зиновјева и борбе против Десне опозиције.
Међу Стаљиновим ранијим супарницима из Лењинграда, који су такође били убијени, били су и двојица бивших лидера града, Сергеј Киров и Лев Д. Бронштајн (Троцки).Њихови потчињени, које су они поставили, наставили су да раде у градској управи годинама након њиховог одласка са функција. Током опсаде Лењинграда, градски лидери имали су релативно велику аутономију од Москве. Преживели из опсаде постали су национални хероји, а лењинградски лидери поново су стекли велики утицај у централној совјетској власти у Москви.

## Догађаји
У јануару 1949. године, Пјотр Попков, Алексеј Кузњецов и Николај Вознесенски организовали су Лењинградски сајам трговине с циљем да подстакну послератну економију и пруже подршку преживелима из опсаде Лењинграда, довођењем робе и услуга из других делова Совјетског Савеза. Сајам је брзо постао мета званичне совјетске пропаганде,  која је лажно приказала ову иницијативу као план за злоупотребу федералног буџета из Москве ради развоја пословања у Лењинграду. Иако су буџет и пословање оваквог сајма били нормалани, легитимни и одобрени од стране Државне планске комисије и владе СССР-а, оптужбе су биле фабриковане. Међу другим оптужбама нашле су се тврдње да су Кузњецов, Попков и други покушали да обнове историјски и политички значај Лењинграда као некадашње престонице Русије, чиме су конкурисали комунистичкој власти усредсређеној у Москви.. Први који је изнео ове оптужбе био је Георгиј Маленков, Стаљинов први заменик. Формалне оптужбе су касније формулисали Комунистичка партија и потписали их Маленков, Хрушчов и Лаврентиј Берија. Преко две хиљаде људи из лењинградске градске и регионалне власти било је ухапшено. Такође, ухапшено је и много индустријских руководилаца, научника и универзитетских професора.. Власти града и региона Лењинграда брзо су замењене про-стаљинистичким комунистима који су доведени из Москве. Неколико важних политичара ухапшено је и у Москви, као и у другим градовима широм Совјетског Савеза.
Као резултат прве оптужнице, 30. септембра 1950. године, Николај Вознесенски (председник Државне планске комисије - Госплан), Михаил Родионов (председник Савета министара РСФСР-а), Алексеј Кузњецов, Пјотр Попков, Ј. Ф. Капустин и П. Г. Лазутин осуђени су на смрт на основу лажних оптужби за проневеру државног буџета Совјетског Савеза за неодобрене послове у Лењинграду, који су били означени као антисовјетска издаја. Неколико оптужених такође је било оптужено за руски шовинизам због наводне жеље да створе посебну Руску комунистичку партију.
Ове фабриковане оптужбе послужиле су као основа за елиминацију истакнутих лењинградских челника који су представљали потенцијалну претњу централној власти у Москви.

## Погубљења
Пресуда је објављена иза затворених врата, након поноћи, а шесторица главних оптужених, укључујући градоначелника Лењинграда, стрељана су 1. октобра 1950. године. Влада Јосифа Стаљина обновила је смртну казну у Совјетском Савезу 12. јануара 1950. године, након што је она била укинута 1947. године. Казна је примењена ретроактивно на оптужене.
Више од 200 лењинградских званичника осуђено је на затворске казне у трајању од 10 до 25 година. Њихове породице су лишене права да живе и раде у било ком већем граду, чиме су њихови животи ограничени на Сибир и друге удаљене регионе Совјетског Савеза.
Око 2.000 јавних личности из Лењинграда било је уклоњено са својих позиција и протерано из града, изгубивши тако своје домове и другу имовину. Сви они су били подвргнути репресији, заједно са својим рођацима. Угледни интелектуалци, научници, писци и едукатори, многи од којих су били стубови заједнице, били су прогнани или затворени у логорима ГУЛаг-а. Интелектуалци су сурово прогањани због најмањих знакова неслагања, као што је био случај са Николајем Пуњином, који је убијен у логору због изражавања незадовољства совјетском пропагандом и неукусним портретима Лењина.
Лењинградску аферу организовали су и надгледали Георгиј Маленков и Лаврентиј Берија. Стрељања и чистке спровео је Виктор Абакумов и Министарство државне безбедности (МГБ). Гробови погубљених лењинградских лидера никада нису били обележени, а њихове тачне локације до данас остају непознате.
Сви оптужени касније су рехабилитовани током Хрушчовљевог одмрзавања, многи од њих постхумно.
Алексеј Косигин, будући председник Савета министара, и Јосиф Шикин, политички директор Совјетске армије, преживели су, али њихове политичке каријере биле су ометане на неко време. 